# Eubolbitus sicardi
Eubolbitus sicardi is een keversoort uit de familie cognackevers (Bolboceratidae). De wetenschappelijke naam van de soort werd in 1896 gepubliceerd door Edmund Reitter.